# Poecilocryptus nigripectus
Poecilocryptus nigripectus är en stekelart som beskrevs av Turner och James Waterston 1920. Poecilocryptus nigripectus ingår i släktet Poecilocryptus och familjen brokparasitsteklar. Inga underarter finns listade i Catalogue of Life.